# 코스모스 (꽃)
코스모스(Cosmos bipinnatus, 영어: garden cosmos, Mexican aster)는 멕시코가 원산지인 코스모스속의 한해살이풀이다. 한국 고유어로는 살사리꽃이라 부른다.

## 특징
코스모스의 높이는 약 1.5m에서 2m이다. 줄기는 곧게 서며 털 없이 가지가 많이 갈라진다. 잎은 마주나고 2회 깃꼴겹잎이며 갈라진 조각은 선 또는 바소 모양이다. 꽃은 줄기와 가지 끝에 한 개씩 달린다. 두화의 지름은 약 6cm이며 설상화는 6에서 8개이고 색상은 품종에 따라 흰색, 분홍색, 보라색으로 다양하다. 열매는 수과로 털이 없다.
한방에서는 코스모스를 약재로 쓰기도 한다. 뿌리를 제외한 식물체 전체를 추영(秋英)이라는 약재로 사용한다. 주로 눈이 충혈되고 아픈 증세와 종기에 사용한다.

## 문학 속의 코스모스

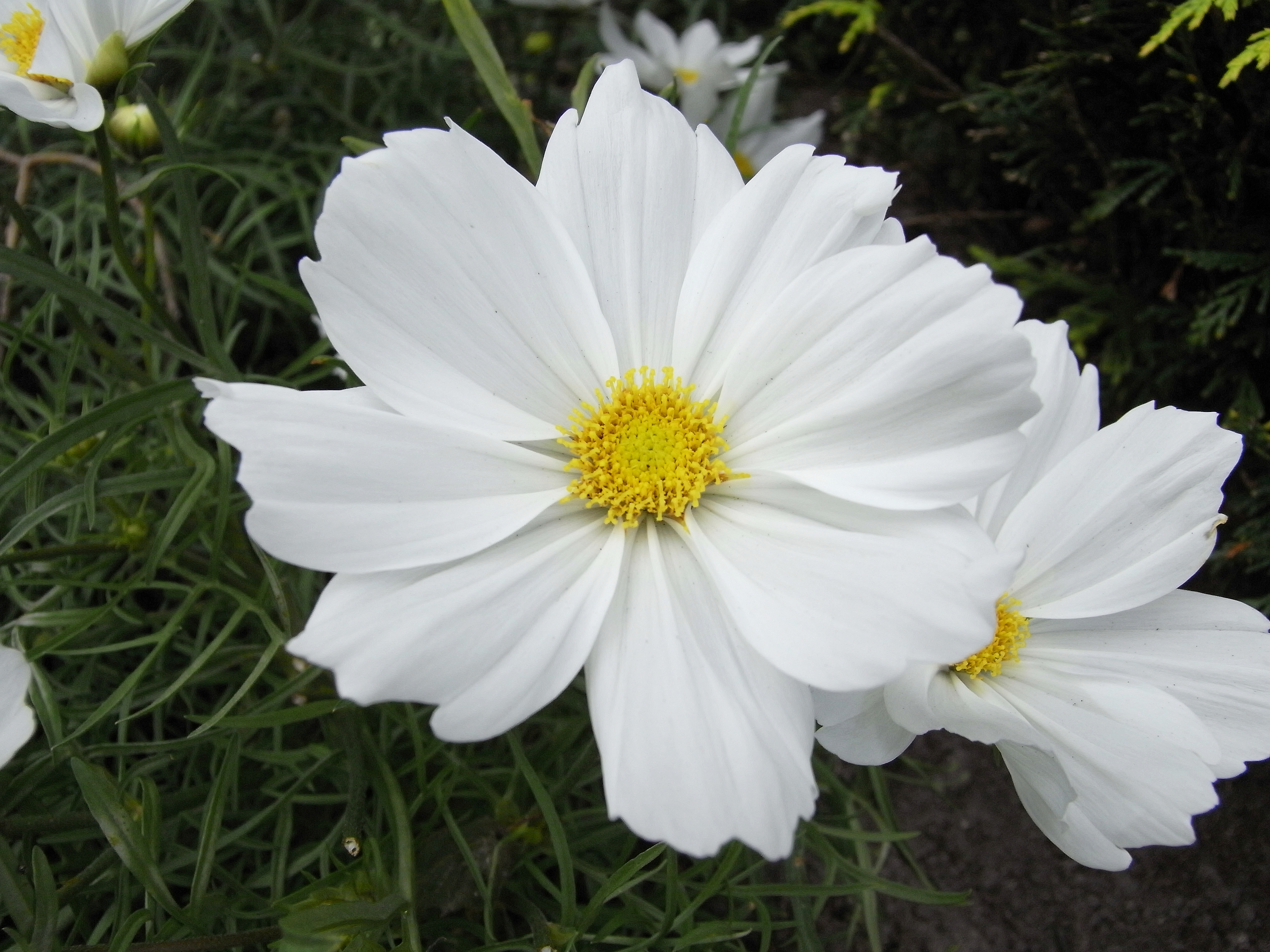

…
나는 주변
코스모스는 중심
나는 코스모스를
코스모스는 나를
흔들리며 바라보고 있다— 문태준.〈흔들리다〉,《그늘의 발달》(문학과지성사, 2008)

## 사진

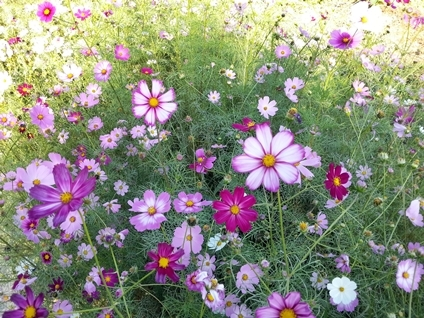
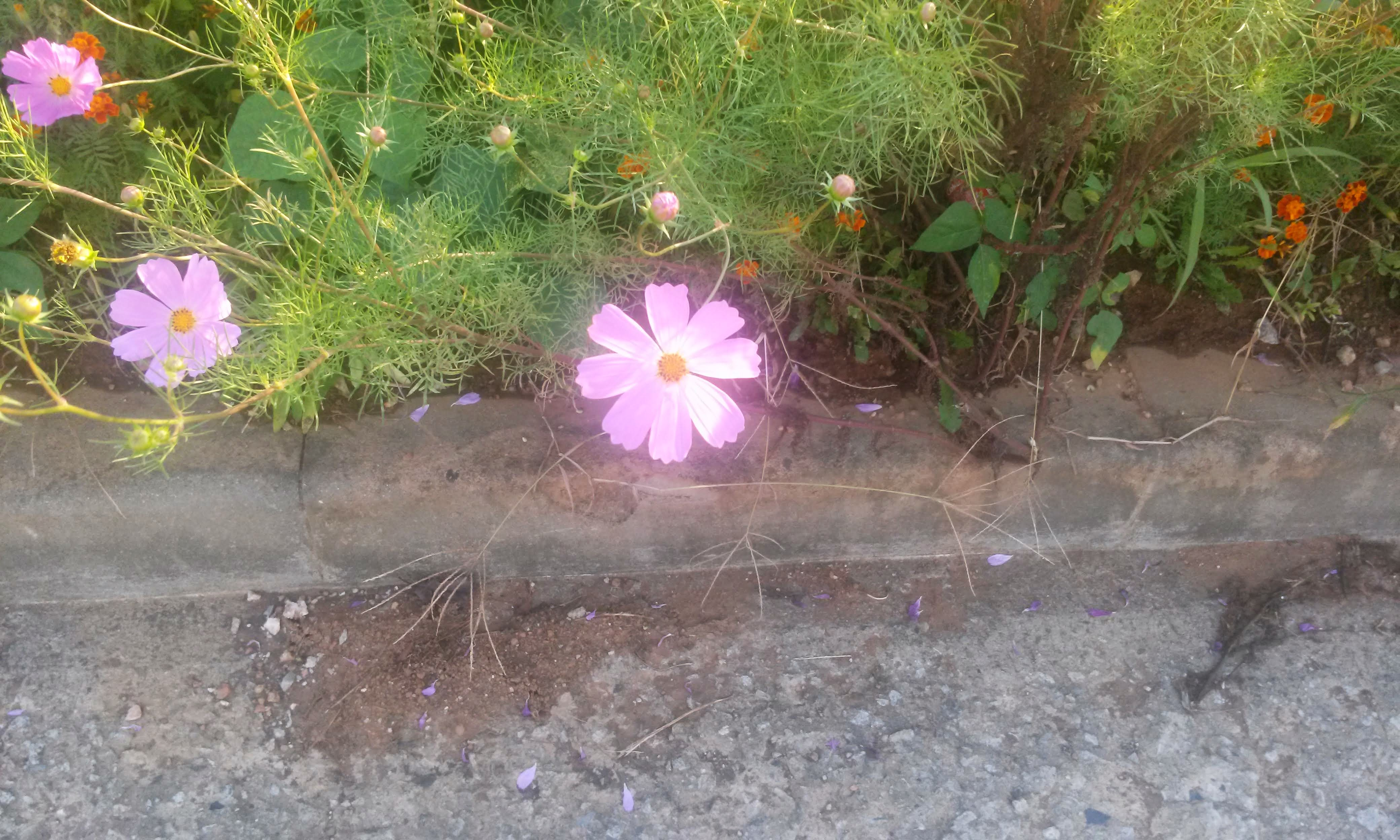
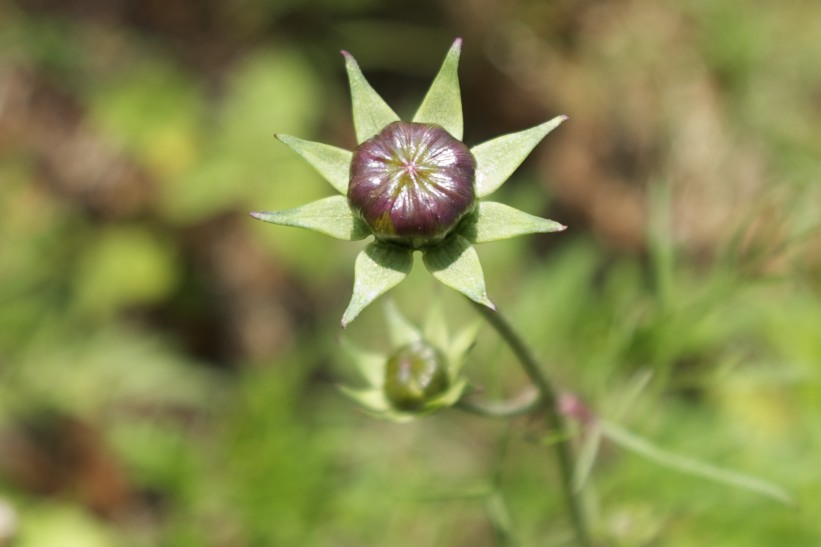
꽃봉오리
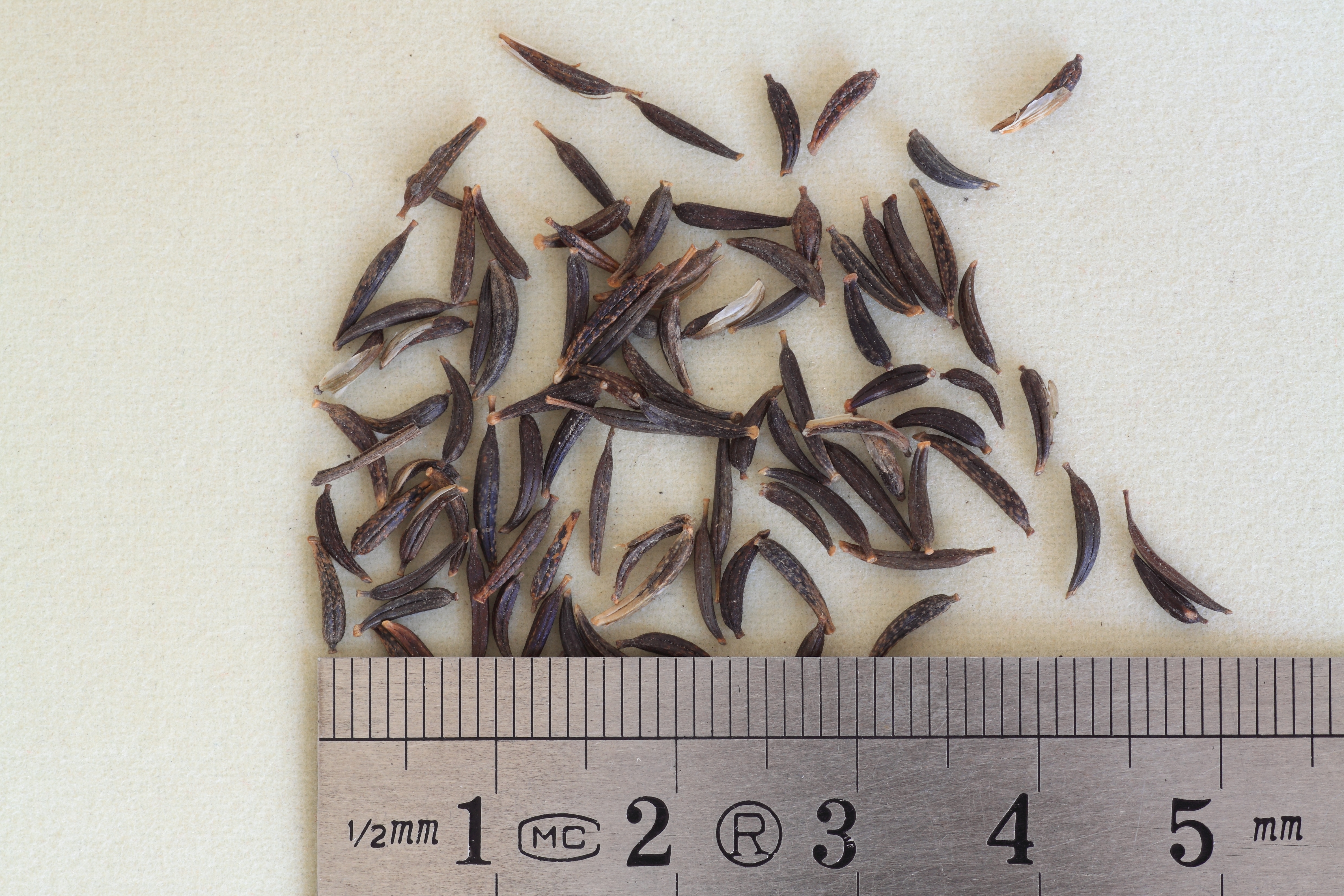
씨
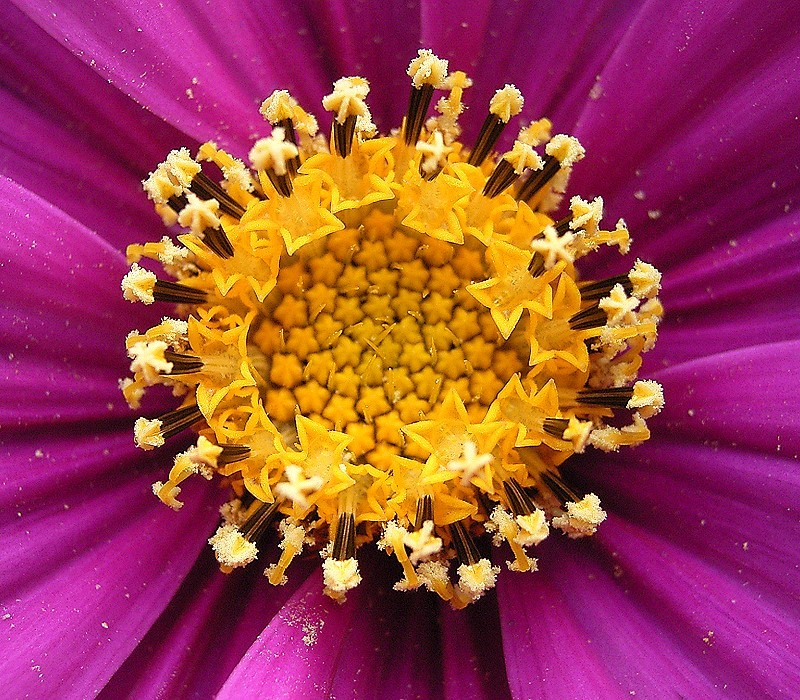
꽃술
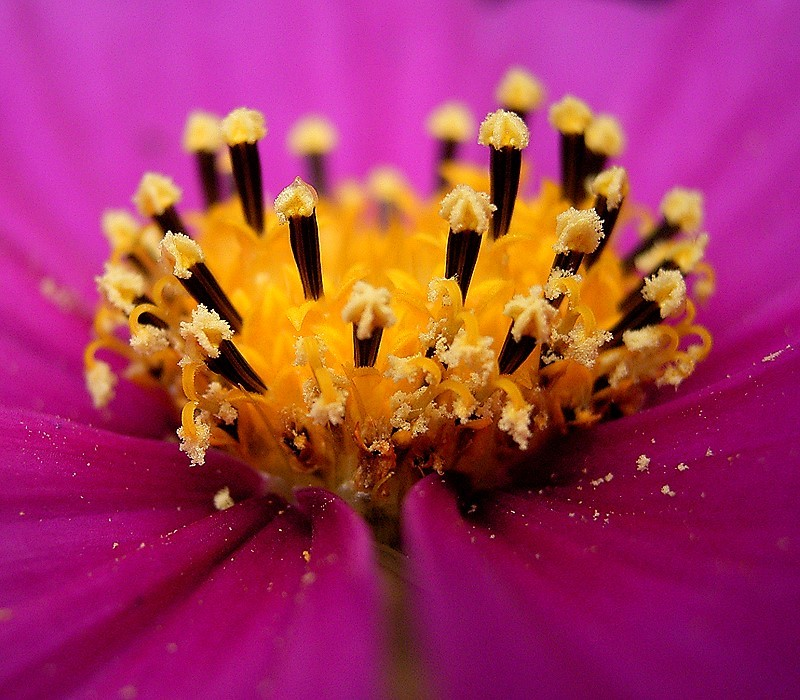
꽃술 측면